# Citers
Citers település Franciaországban, Haute-Saône megyében. Lakosainak száma 773 fő (2022. január 1.). Citers Esboz-Brest, Ailloncourt, Dambenoît-lès-Colombe, Franchevelle, Magnivray, Quers és Rignovelle községekkel határos.

## Népesség
A település népességének változása:
| Lakosok száma | 808  | 778  | 779  | 778  | 788  | 799  | 792  | 788  | 773  |
|               | 2013 | 2015 | 2016 | 2017 | 2018 | 2019 | 2020 | 2021 | 2022 |